# Ebru Timtik
Ebru Timtik (1978 – Istanbul, 27 agosto 2020) è stata un'avvocata e attivista turca di origine curda, impegnata nella difesa dei diritti umani, arrestata con l'accusa di far parte di un gruppo considerato terrorista da Ankara, condannata e morta dopo 238 giorni di sciopero della fame dopo aver chiesto un processo equo.

## Biografia
Ebru Timtik faceva parte di un gruppo di 18 avvocati, membri di diverse associazioni progressiste e di sinistra attive nella difesa di casi politicamente sensibili, arrestati nel settembre del 2017 con l'accusa di collaborazione e legami con il Fronte Rivoluzionario di Liberazione del Popolo (DHKP/C), gruppo di estrema sinistra considerato organizzazione terroristica dal governo turco, dall’Unione europea e dagli Stati Uniti.
Nel marzo del 2019 vennero riconosciuti colpevoli e condannati a lunghe pene detentive; in particolare Ebru Timtik - che aveva tra l'altro difeso la famiglia di Berkin Elvan, un adolescente morto nel 2014 per le ferite riportate durante la repressione delle proteste di Gezi Park nel 2013, e la band di folk turco Grup Yorum), si era occupata della morte per tortura nel 2008 dell'attivista per i diritti umani Engin Çeber, mentre era in custodia della polizia e del disastro minerario di Soma, che il 13 maggio 2014 causò la morte di 301 minatori -, fu condannata a 13 anni e 6 mesi di carcere. La richiesta di appello, presentata in ottobre, venne rigettata, ed anche in luglio il tribunale di Istanbul aveva rifiutato di trasferirla in ospedale nonostante un referto medico attestasse che le sue condizioni fossero critiche. Al momento del suo decesso, la richiesta di appello presso la Corte Suprema della Turchia risultava ancora in sospeso.
Nel gennaio del 2020 Ebru Timtik e il collega Aytaç Ünsal, condannato a 10 anni e sei mesi, iniziarono uno sciopero della fame per richiedere un processo equo. Il 5 aprile, giornata dell'avvocato in Turchia, dichiararono che avrebbero continuato lo sciopero della fame fino alla morte.
Ebru Timtik è morta il 27 agosto 2020 dopo 238 giorni di sciopero della fame e dopo aver raggiunto un peso di trenta chili. Il suo decesso ha suscitato reazioni di condanna da parte di diversi organismi internazionali, dall'Unione Europea a numerose organizzazioni forensi e di diritti civili. La polizia turca ha lanciato lacrimogeni per bloccare una manifestazione in ricordo di Ebru Timtik. Una settimana più tardi, il 3 settembre 2020, la Corte di Cassazione di Ankara ordina la scarcerazione di Aytaç Ünsal per motivi di salute dopo 213 giorni di digiuno.
Sempre a settembre 2020 la Corte Suprema conferma le condanne di Aytaç Ünsal (che viene poi nuovamente arrestato in dicembre) e altri 14 membri del gruppo ribaltando le sentenze d’appello solo per la stessa Timtik, per sua sorella Barkin e per il presidente dell’Associazione, Selgiuk Kosaacli.

## Riconoscimenti
- Settembre 2020 - Le viene assegnato a titolo postumo il Premio Internazionale per i diritti dell'uomo Ludovic Trarieux.[11]
- 27 novembre 2020 - Il Consiglio degli Ordini Forensi d'Europa (CCBE) le assegna in via eccezionale, il Premio per i diritti umani a titolo postumo.[12]
- 2021 - L'Associazione Europea delle Giuriste e dei Giuristi per la Democrazia e i diritti dell’Uomo nel Mondo (EGDU) in onore a Ebru Timtik ha deciso di celebrare ogni anno il 14 giugno la "Giornata Internazionale per un processo equo". L'associazione ha motivato la sua iniziativa, cito:"In riconoscimento del suo sacrificio e al fine di focalizzare l'attenzione sulla difficile situazione di coloro che, nei paesi di tutto il mondo, devono affrontare procedimenti giudiziari in circostanze in cui i principi del giusto processo non vengono osservati o rispettati."[13]
- 2021 - 18 settembre 2021 riceve il riconoscimento "Premio Pisa Donna 2020" da parte del Comune di Pisa.